# トン・ドゥック・タン
トン・ドゥック・タン（孫 徳勝、ベトナム語：Tôn Đức Thắng / 孫德勝、1888年8月20日 - 1980年3月30日）は、ベトナムの政治家。ベトナム民主共和国（北ベトナム）の第2代国家主席で、南北ベトナム統一後、初代ベトナム社会主義共和国主席も務めた。

## 経歴
青年期に共産主義者となり、1912年にフランスに渡る。帰国後、ホー・チ・ミンとともに独立運動に従事する。
1951年、ベトナム労働党第2回党大会において党中央委員に選出される。1955年から1960年にかけてベトナム民主共和国の国会常務委員会議長を務める。
1960年の第3回党大会において党中央委員に再選出される。同年7月15日、国家副主席に任命される。1969年9月2日にホー・チ・ミン国家主席が死去したため、翌3日、国家主席に昇格した。
1975年5月、北ベトナムがベトナム共和国（南ベトナム）を倒し、南北ベトナムが統一された。1976年7月2日、南北ベトナムが正式に統一してベトナム社会主義共和国が建国され、トン・ドゥック・タンは初代国家主席に選出された。同年の第3回ベトナム共産党大会において党中央委員に再選出。
1980年3月30日、死去。